# James Joseph Dresnok

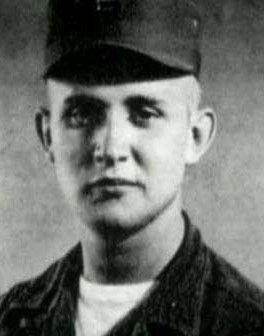
James Joseph Dresnok

James Joseph Dresnok (koreanisch 제임스 조새프 드레스녹; * 24. November 1941 in Norfolk (Virginia); † November 2016) war ein US-amerikanischer Soldat, der 1962 nach Nordkorea desertierte. Er war der letzte von insgesamt sechs Fahnenflüchtigen, der nach wie vor in Nordkorea lebte. Hier arbeitete er lange Jahre als Schauspieler, Übersetzer und Englischlehrer.

## Dienst in der US-Army
Dresnoks Eltern ließen sich scheiden, als er zehn Jahre alt war. Er lebte zeitweise in Kinderheimen. Einen Tag nach seinem 17. Geburtstag trat er der United States Army bei. Von 1958 bis 1960 war Dresnok in der Bundesrepublik Deutschland stationiert. Nach seinen Angaben in einem Interview aus dem Jahr 2008 überlegte Dresnok bereits zu dieser Zeit, in ein kommunistisches Land – in diesem Fall die DDR – überzulaufen, weil er mit seinem Dienst in der Army unzufrieden war; letztlich nahm er aber davon Abstand, weil er befürchtete, von den DDR-Behörden nach einem Verhör einfach zurückgeschickt zu werden. Nach dem Ende seiner Dienstzeit in Deutschland ließ er sich, nachdem die Beziehung mit seiner amerikanischen Ehefrau gescheitert war, an die Demilitarisierte Zone (DMZ) zwischen Nord- und Südkorea versetzen, den nach seiner Vorstellung „gefährlichsten Ort der Welt“. Angeblich hatte Dresnok, der zu dieser Zeit den Dienstrang eines Private First Class bekleidete, in Südkorea wiederholt gegen die Dienstvorschriften verstoßen und Unterschriften seiner Vorgesetzten auf Ausgangsscheinen gefälscht, sodass ihm im Sommer 1962 ein Militärgerichtsverfahren bevorstand. Um dem zu entgehen, überquerte Dresnok am 15. August 1962 als zweiter US-amerikanischer Soldat nach dem Waffenstillstand des Koreakriegs die DMZ.

## Leben in Nordkorea

### Grenzübertritt und Erhalt der Staatsangehörigkeit
In den ersten Jahren lebte Dresnok zusammen mit dem amerikanischen Soldaten Larry Abshier, der drei Monate vor ihm nach Nordkorea desertiert war. In den folgenden drei Jahren kamen mit Jerry Parrish (Dezember 1963) und Charles Robert Jenkins (1965) zwei weitere amerikanische Deserteure hinzu. Die vier Amerikaner wohnten bis in die späten 1970er-Jahre hinein gemeinsam in der Umgebung Pjöngjangs, wobei sie im Laufe der Zeit mehrfach die Unterkunft wechselten. In den ersten Jahren wurden sie streng überwacht und nahmen an zahlreichen politischen Schulungen teil, bei denen insbesondere die dem nordkoreanischen Staatswesen zugrunde liegende Chuch’e-Ideologie vermittelt wurde.
Nach der Darstellung von Jenkins, der 2005 nach seiner Übersiedlung nach Japan eine Autobiografie veröffentlichte, hatte Dresnok zunächst nicht vor, dauerhaft in Nordkorea zu bleiben. Vielmehr sei geplant gewesen, über die Botschaft eines Drittstaates in ein ostasiatisches Land – möglicherweise Südkorea – auszureisen. Als im Herbst 1966 die Lebensmittelversorgung schwieriger wurde, beantragte Dresnok ebenso wie die übrigen Deserteure im Winter 1966/67 in der sowjetischen Botschaft in Pjöngjang Politisches Asyl, das ihm allerdings nicht gewährt wurde. Dresnok entschloss sich daraufhin angeblich, ein „kompletter Nordkoreaner“ zu werden: „Vielleicht sind sie von einer anderen Rasse, vielleicht haben sie eine andere Hautfarbe. Aber ich werde mich verdammt nochmal hinsetzen und ihre Art zu leben lernen“. Im Juni 1972 erhielt Dresnok schließlich die nordkoreanische Staatsangehörigkeit.

### Tätigkeiten für die Partei der Arbeit Koreas
Ab 1973 begann Dresnok, für die Partei der Arbeit Koreas zu arbeiten. Von 1973 bis 1976 unterrichtete er an einer Militärschule in Pjöngjang Englisch, war aber nach Ansicht von Jenkins durch seinen starken Südstaaten-Akzent nur von eingeschränktem Nutzen. Nach der Schließung der Schule übersetzte er amerikanische und englische Radiosendungen in die Koreanische Sprache. Ab 1978 übernahm Dresnok Rollen in zahlreichen nordkoreanischen Filmen. Insbesondere in der Serie Unsung Heroes erschien er in den folgenden Jahren regelmäßig. Hier spielte er jeweils amerikanische Militärangehörige.

### Persönliches Umfeld
Dresnok schloss in Nordkorea zwei weitere Ehen.
Seine zweite Ehefrau heiratete er 1980. Sie war nach Dresnoks Angaben „eine mysteriöse Rumänin, die sich stets weigerte, mit ihm über ihre Vergangenheit zu sprechen“. Dresnok gab den Namen seiner ersten Ehefrau nie öffentlich bekannt, Jenkins nennt sie in seiner Autobiografie „Dona“. Es gibt Vermutungen, dass es sich bei ihr um die rumänische Künstlerin Doina Bumbea handelte, die 1978 in Italien spurlos verschwunden war. Die Vermutungen gehen dahin, dass Doina Bumbea von einem nordkoreanischen Agenten unter falschen Versprechungen nach Hongkong gelockt und bei einem Zwischenstopp in Pjöngjang in Nordkorea festgehalten wurde. Dresnoks erste Ehefrau starb 1997 in Pjöngjang an Lungenkrebs. Mit ihr hatte Dresnok zwei Kinder (Ted Ricardo und James Gabriel), die nach wie vor in Nordkorea leben.
1999 heiratete Dresnok seine dritte Frau. Es handelt sich um die in Nordkorea geborene Tochter eines togoischen Diplomaten und einer Nordkoreanerin, die 1967 vom Vater bei dessen Flucht aus Nordkorea im Land zurückgelassen wurde. Die Ehe wurde nach Darstellung von Jenkins auf Dresnoks Wunsch durch die Parteiorganisation vermittelt. Mit seiner zweiten Ehefrau hatte Dresnok einen Sohn.
Dresnok starb 2016.

### Dresnoks politische Einstellung
Dresnok erklärte mehrfach öffentlich, dass er sich als Nordkoreaner sehe und anders als Charles Jenkins keine Absicht habe, Nordkorea jemals zu verlassen. In einem Interview aus dem Jahr 2008 führte er aus, dass er sich nicht als Verräter sehe. Er lebe seit mehr als 40 Jahren in Nordkorea; das Land sei seine Heimat. Die Regierung werde sich bis zum letzten Atemzug um ihn kümmern.

## Filmische Rezeption
Dresnoks Lebensgeschichte ist Gegenstand des britischen Dokumentarfilms Crossing The Line, der 2006 in Nordkorea gedreht wurde. Sowohl Dresnok als auch sein Sohn James Gabriel treten darin persönlich auf.